# 東條内閣
東條内閣（とうじょうないかく）は、陸軍大臣・現役陸軍大将の東條英機が第40代内閣総理大臣に任命され、1941年（昭和16年）10月18日から1944年（昭和19年）7月22日まで続いた日本の内閣。

## 内閣の顔ぶれ・人事

### 省庁再編前

#### 国務大臣
1941年（昭和16年）10月18日任命。在職日数745日。
| 職名 | 代             | 氏名           | 氏名           | 出身等                       | 特命事項等                                                              | 備考                                    |
| --- | -------------- | -------------- | -------------- | ---------------------------- | ----------------------------------------------------------------------- | --------------------------------------- |
| 内閣総理大臣 | 40             | 東條英機       |                | 陸軍大将 （陸大27期）        | 内務、外務、陸軍、文部、 商工大臣、興亜院総裁兼任                       | 大政翼賛会総裁                          |
| 外務大臣 | 58             | 東郷茂徳       |                | 外務省                       |                                                                         | 初入閣 1942年9月1日免                   |
| 外務大臣 | 59             | 東條英機       |                | 陸軍大将 （陸大27期）        | 内閣総理大臣、 陸軍大臣兼任                                             | 1942年9月1日兼 1942年9月17日免兼        |
| 外務大臣 | 60             | 谷正之         |                | 外務省                       | 情報局総裁兼任                                                          | 初入閣 1942年9月17日任 1943年4月20日免  |
| 外務大臣 | 61             | 重光葵         |                | 外務省                       |                                                                         | 初入閣 1943年4月20日任                  |
| 内務大臣 | 57             | 東條英機       |                | 陸軍大将 （陸大27期）        | 内閣総理大臣、 陸軍大臣兼任                                             | 1942年2月17日免兼                       |
| 内務大臣 | 58             | 湯澤三千男     |                | 内務省                       |                                                                         | 初入閣 1942年2月17日任 1943年4月20日免  |
| 内務大臣 | 59             | 安藤紀三郎     |                | 予備役 陸軍中将 （陸士11期） |                                                                         | 1943年4月20日任                         |
| 大蔵大臣 | 44             | 賀屋興宣       |                | 大蔵省                       |                                                                         |                                         |
| 陸軍大臣 | 29             | 東條英機       |                | 陸軍大将 （陸大27期）        | 内閣総理大臣、 外務、内務、文部、 商工、軍需大臣兼任 対満事務局総裁兼任 | 留任                                    |
| 海軍大臣 | 22             | 嶋田繁太郎     |                | 海軍大将 （海大甲種13期）    |                                                                         | 初入閣                                  |
| 司法大臣 | 44             | 岩村通世       |                | 司法省                       |                                                                         | 留任                                    |
| 文部大臣 | 52             | 橋田邦彦       |                | 民間                         |                                                                         | 留任 1943年4月20日免                    |
| 文部大臣 | 53             | 東條英機       |                | 陸軍大将 （陸大27期）        | 内閣総理大臣、 陸軍大臣兼任                                             | 1943年4月20日兼 1943年4月23日免兼       |
| 文部大臣 | 54             | 岡部長景       |                | 貴族院 無所属 （研究会）     |                                                                         | 初入閣 1943年4月23日任                  |
| 農林大臣 | 19             | 井野碩哉       |                | 農林省                       | 拓務大臣兼任                                                            | 留任 1943年4月20日免                    |
| 農林大臣 | 20             | 山崎達之輔     |                | 衆議院 翼賛政治会            |                                                                         | 1943年4月20日任 1943年11月1日免         |
| 農林大臣 | （農林省廃止） | （農林省廃止） | （農林省廃止） | （農林省廃止）               | （農林省廃止）                                                          | 1943年11月1日付                         |
| 商工大臣 | 23             | 岸信介         |                | 商工省                       |                                                                         | 初入閣 1943年10月8日免                  |
| 商工大臣 | 24             | 東條英機       |                | 陸軍大将 （陸大27期）        | 内閣総理大臣、 陸軍大臣兼任                                             | 1943年10月8日兼 1943年11月1日免兼       |
| 商工大臣 | （商工省廃止） | （商工省廃止） | （商工省廃止） | （商工省廃止）               | （商工省廃止）                                                          | 1943年11月1日付                         |
| 逓信大臣 | 48             | 寺島健         |                | 予備役 海軍中将 （海兵31期） | 鉄道大臣兼任                                                            | 初入閣 1943年10月8日免                  |
| 逓信大臣 | 49             | 八田嘉明       |                | 貴族院 無所属 （研究会）     | 鉄道大臣兼任                                                            | 1943年10月8日任 1943年11月1日免         |
| 逓信大臣 | （逓信省廃止） | （逓信省廃止） | （逓信省廃止） | （逓信省廃止）               | （逓信省廃止）                                                          | 1943年11月1日付                         |
| 鉄道大臣 | 23             | 寺島健         |                | 予備役 海軍中将 （海兵31期） | 逓信大臣兼任                                                            | 初入閣 1941年12月2日免兼                |
| 鉄道大臣 | 24             | 八田嘉明       |                | 貴族院 無所属 （研究会）     | 逓信大臣兼任                                                            | 1941年12月2日兼                         |
| 鉄道大臣 | （鉄道省廃止） | （鉄道省廃止） | （鉄道省廃止） | （鉄道省廃止）               | （鉄道省廃止）                                                          | 1943年11月1日付                         |
| 拓務大臣 | 21             | 東郷茂徳       |                | 外務省                       | 外務大臣兼任                                                            | 1941年12月2日免兼                       |
| 拓務大臣 | 22             | 井野碩哉       |                | 農林省                       | 農林大臣兼任                                                            | 1941年12月2日兼 1942年11月1日免兼       |
| 拓務大臣 | （拓務省廃止） | （拓務省廃止） | （拓務省廃止） | （拓務省廃止）               | （拓務省廃止）                                                          | 1942年11月1日付                         |
| 厚生大臣 | 8              | 小泉親彦       |                | 予備役 陸軍軍医中将          |                                                                         | 留任                                    |
| 国務大臣 | -              | 鈴木貞一       |                | 予備役 陸軍中将 （陸大29期） | 企画院総裁兼任                                                          | 留任 1943年10月8日免                    |
| 国務大臣 | -              | 安藤紀三郎     |                | 予備役 陸軍中将 （陸士11期） |                                                                         | 初入閣 1942年6月9日任 1943年4月20日まで |
| 国務大臣 | -              | 青木一男       |                | 貴族院 無所属 （研究会）     |                                                                         | 1942年9月17日任 1942年11月1日まで       |
| 国務大臣 | -              | 大麻唯男       |                | 衆議院 翼賛政治会            |                                                                         | 初入閣 1943年4月20日任                  |
| 国務大臣 | -              | 後藤文夫       |                | 貴族院 無所属 （研究会）     |                                                                         | 1943年5月26日任                         |
| 国務大臣 | -              | 岸信介         |                | 商工省                       |                                                                         | 1943年10月8日任                         |
| 1. 辞令のある留任は個別の代として記載し、辞令のない留任は記載しない。 2. 臨時代理は、大臣空位の場合のみ記載し、海外出張時等の一時不在代理は記載しない。 3. 代数は、臨時兼任・臨時代理を数えず、兼任・兼務は数える。 |                |                |                |                              |                                                                         |                                         |

#### 内閣書記官長・法制局長官
1941年（昭和16年）10月18日任命。
| 職名 | 代 | 氏名     | 氏名 | 出身等                   | 特命事項等 | 備考 |
| --- | -- | -------- | ---- | ------------------------ | ---------- | ---- |
| 内閣書記官長 | 45 | 星野直樹 |      | 貴族院 無所属 （研究会） |            |      |
| 法制局長官 | 42 | 森山鋭一 |      | 内務省                   |            |      |
| 1. 辞令のある留任は個別の代として記載し、辞令のない留任は記載しない。 2. 臨時代理は、大臣空位の場合のみ記載し、海外出張時等の一時不在代理は記載しない。 3. 代数は、臨時兼任・臨時代理を数えず、兼任・兼務は数える。 |    |          |      |                          |            |      |

#### 政務次官
任命なし。

#### 参与官
任命なし。

### 省庁再編後

#### 国務大臣
1943年（昭和18年）11月1日任命。在職日数265日（通算1,009日）。
| 職名 | 代                 | 氏名               | 氏名               | 出身等                       | 特命事項等                  | 備考                   |
| --- | ------------------ | ------------------ | ------------------ | ---------------------------- | --------------------------- | ---------------------- |
| 内閣総理大臣 | 40                 | 東條英機           |                    | 陸軍大将 （陸大27期）        | 陸軍、軍需大臣兼任          |                        |
| 外務大臣 | 52                 | 重光葵             |                    | 外務省                       |                             |                        |
| 内務大臣 | 59                 | 安藤紀三郎         |                    | 予備役 陸軍中将 （陸士11期） |                             |                        |
| 大蔵大臣 | 44                 | 賀屋興宣           |                    | 大蔵省                       |                             | 1944年2月19日免        |
| 大蔵大臣 | 45                 | 石渡莊太郎         |                    | 貴族院 無所属 （研究会）     |                             | 1944年2月19日任        |
| 陸軍大臣 | 29                 | 東條英機           |                    | 陸軍大将 （陸大27期）        | 内閣総理大臣、 軍需大臣兼任 |                        |
| 海軍大臣 | 22                 | 嶋田繁太郎         |                    | 海軍大将 （海大甲種13期）    |                             | 1944年7月17日免        |
| 海軍大臣 | 23                 | 野村直邦           |                    | 海軍大将 （海大甲種18期）    |                             | 初入閣 1944年7月17日任 |
| 司法大臣 | 45                 | 岩村通世           |                    | 司法省                       |                             |                        |
| 文部大臣 | 54                 | 岡部長景           |                    | 貴族院 無所属 （研究会）     |                             |                        |
| 厚生大臣 | 8                  | 小泉親彦           |                    | 予備役 陸軍軍医中将          |                             |                        |
| 農商大臣 | （農商省設置）     | （農商省設置）     | （農商省設置）     | （農商省設置）               | （農商省設置）              | 1943年11月1日付        |
| 農商大臣 | 1                  | 山崎達之輔         |                    | 衆議院 翼賛政治会            |                             | 1944年2月19日免        |
| 農商大臣 | 2                  | 内田信也           |                    | 衆議院 翼賛政治会            |                             | 1944年2月19日任        |
| 軍需大臣 | （軍需省設置）     | （軍需省設置）     | （軍需省設置）     | （軍需省設置）               | （軍需省設置）              | 1943年11月1日付        |
| 軍需大臣 | 1                  | 東條英機           |                    | 陸軍大将 （陸大27期）        | 内閣総理大臣、 陸軍大臣兼任 |                        |
| 運輸通信大臣 | （運輸通信省設置） | （運輸通信省設置） | （運輸通信省設置） | （運輸通信省設置）           | （運輸通信省設置）          | 1943年11月1日付        |
| 運輸通信大臣 | 1                  | 八田嘉明           |                    | 貴族院 無所属 （研究会）     |                             | 1944年2月19日免        |
| 運輸通信大臣 | 2                  | 五島慶太           |                    | 民間                         |                             | 初入閣 1944年2月19日任 |
| 大東亜大臣 | （大東亜省設置）   | （大東亜省設置）   | （大東亜省設置）   | （大東亜省設置）             | （大東亜省設置）            | 1942年11月1日付        |
| 大東亜大臣 | 1                  | 青木一男           |                    | 貴族院 無所属 （研究会）     |                             |                        |
| 国務大臣 | -                  | 大麻唯男           |                    | 衆議院 翼賛政治会            |                             |                        |
| 国務大臣 | -                  | 後藤文夫           |                    | 貴族院 無所属 （研究会）     |                             |                        |
| 国務大臣 | -                  | 岸信介             |                    | 商工省                       |                             |                        |
| 国務大臣 | -                  | 藤原銀次郎         |                    | 民間                         |                             | 1943年11月17日任       |
| 1. 辞令のある留任は個別の代として記載し、辞令のない留任は記載しない。 2. 臨時代理は、大臣空位の場合のみ記載し、海外出張時等の一時不在代理は記載しない。 3. 代数は、臨時兼任・臨時代理を数えず、兼任・兼務は数える。 |                    |                    |                    |                              |                             |                        |

#### 内閣書記官長・法制局長官
1943年（昭和18年）11月1日留任。
| 職名 | 代 | 氏名     | 氏名 | 出身等                   | 特命事項等 | 備考 |
| --- | -- | -------- | ---- | ------------------------ | ---------- | ---- |
| 内閣書記官長 | 45 | 星野直樹 |      | 貴族院 無所属 （研究会） |            |      |
| 法制局長官 | 42 | 森山鋭一 |      | 内務省                   |            |      |
| 1. 辞令のある留任は個別の代として記載し、辞令のない留任は記載しない。 2. 臨時代理は、大臣空位の場合のみ記載し、海外出張時等の一時不在代理は記載しない。 3. 代数は、臨時兼任・臨時代理を数えず、兼任・兼務は数える。 |    |          |      |                          |            |      |

#### 政務次官
任命なし。

#### 参与官
任命なし。

## 勢力早見表
※ 内閣発足当初（前内閣の事務引継は除く）。
| 出身   | 国務大臣 | その他        |
| ------ | -------- | ------------- |
| 軍人   | 5        | 国務大臣のべ9 |
| 貴族院 | 0        | 内閣書記官長  |
| 衆議院 | 0        |               |
| 民間   | 1        |               |
| 官僚   | 6        | 法制局長官    |
| その他 | 0        |               |
|        | 16       |               |

## 内閣の動き

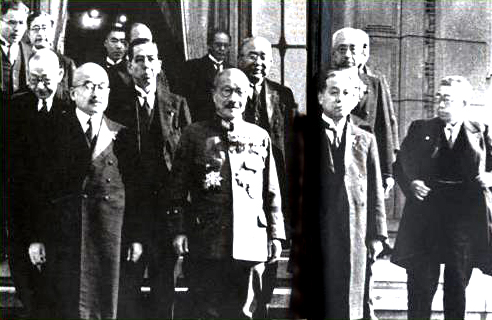
東條英機内閣の閣僚、1943年（昭和18年）4月内閣改造後

近衛前政権は、長引く日華事変の解決の糸口として、国家社会主義陣営（ナチス・ドイツやイタリア王国）に近づき日独伊三国同盟を締結。ドイツがフランス本国を占拠したのに呼応して南部仏印進駐を敢行するが、却って米国の反発を招く。1941年9月6日決定の帝国国策遂行要領では、10月上旬になって日米交渉の目途が立たない場合は対米開戦に踏み切ることが決定されたが、10月になっても交渉は成立せず、開戦を主張する陸軍に擁された東條陸相と対立。ゾルゲ事件の影響を受けて10月15日、内閣総辞職に追い込まれる。
後継を巡って、近衛首相や東条陸相は、時局収拾のためという名目で皇族内閣の成立を望み、陸軍大将の東久邇宮稔彦王を次期首相候補として挙げた。稔彦王は現役の軍人であり、軍部への言い訳も立つという考えもあってのことである。昭和天皇は、「陸軍・海軍が平和の方針に一致するのであれば」という条件で東久邇宮首班を承認する。しかし、木戸幸一内大臣が東條に確認したところ、東條はあくまで新首相に下駄を預ける考えを示した。そのため木戸が「皇族の指導によって政治・軍事指導が行われたとして、万が一にも失政があった場合、国民の恨みが皇族に向くのは好ましくない」として東久邇宮首班に反対し、あらためて重臣会議に諮られた。結局、「強硬論を主張する東條こそ、逆説的に軍部を抑えられる」という木戸の意見が通り、東條に組閣の大命が降ることとなった。
なお東條は総理就任に時を合わせて陸軍大将に昇進するが、『中将昇進から最低5年を経なければ大将昇進の資格を得られない』という進級基準からして異例の措置でもあった。
事績
- 対米交渉…木戸内大臣は、首相への推挙は帝国国策遂行要領における10月開戦の期限はいったん白紙とすることを条件としたため（白紙還元の御諚）、内閣発足後、対米交渉が再開。11月。来栖三郎が大使として渡米し、交渉の任に当たる。しかし交渉は不調に終わり、11月27日、コーデル・ハル国務長官によるハル・ノートが手交されるに及び、12月1日、御前会議において対米開戦が決定される[9]。
- 大東亜戦争…1941年12月8日、日本軍は英領マレー侵攻および真珠湾攻撃に踏み切る。同日、天皇は「米国及英国ニ対スル宣戦の詔書」を渙発し、東条首相の演説「大詔を拝し奉りて」がラジオ放送される。12日の閣議決定において、第1次近衛内閣以来すでに戦闘を行っていた日中戦争（支那事変）も含めて、対連合国との戦争の呼称を「大東亜戦争」とするとされた。

日本軍は緒戦は電光石火で東南アジアを席巻し、1942年2月15日には英領シンガポールを陥とす。太平洋の諸島も次々と攻略し実効支配域を広げるが、6月、ミッドウェー海戦で日本は惨敗し、米軍の反攻が始まる。緒戦で実効支配域を急速に広げていた日本軍は、補給線が一気に伸びており、米軍の反攻を前に窮地に陥る。

1942年8月、ソロモン諸島に米軍が襲来し、ガダルカナル島を巡って日米間で激しい戦闘が繰り広げられる。11月の第三次ソロモン海戦では航空隊のパイロットが多数戦死し、以降の戦争に支障をきたすようになる。1943年2月、ガダルカナル島の放棄が決まる。

1943年9月30日、撤退戦が続く戦況を受けて「絶対国防圏」が決定されるが、陸軍内部からも、「国防圏が境界線でなくて点になっているだけなので意味がない」と酷評される始末であった。実際に、米軍の襲来した島では日本軍はことごとく全滅。サイパン島の陥落によって国防圏の一角が崩れ、日本は空襲の脅威に直面する。

一方の大陸戦線でも、中原では大陸打通作戦で一帯を席巻、大陸側からの空爆阻止を図るが、一方で援蒋ルート遮断を目標に敢行したインパール作戦は十分な装備を得られずに敗北。蒋介石の屈伏は最後まで果たされなかった。
- 議会運営と世論対策…内閣発足時、衆議院は1940年の新体制運動に呼応して全政党が解党、翼賛議員連盟を結成して、政党がない状態であったが、ファシズムに倣っての一党独裁体制への移行を目論む動きは、旧来の議会政治家や財界の反対によって頓挫し、当初は独裁政党となる予定であった大政翼賛会も内務省の外郭団体的立ち位置を占めるにとどまった。第21回衆議院議員総選挙（1942年4月30日投開票）において、東條内閣は戦争遂行に協力的な議会構成にするべく、事前に翼賛政治体制協議会（翼協）を結成して推薦候補を選考させた。一方、新体制運動を推し進めていた各地の青年団は、当初の翼賛会が構想していた一党独裁体制の構築を強く求め、これを政治力として抱え込もうとして内務省の援助により、1942年1月、翼賛壮年団（翼壮）が結成される。総選挙の結果、翼協推薦候補は議席の8割を占め、翼壮出身者は約40名を占める[12]。

選挙後、会派翼賛政治会（翼政）が結成、表向きは一国一党（会派）であったが、実際には旧党時代からの政治家が運営を主導し、必ずしも政府の統制に復さなかった。一方、翼壮系議員は東条首相を支持し、事実上の与党派閥となる。翼政は地方の翼賛会支部に手を出して地方の基盤を築こうとしたが、政府は、行政補助機関である翼賛会と立法補助機関である翼政が合同すると強大な政治力となることからこれに反対し、頓挫する。

1943年の通常国会（第81帝国議会）の頃には、戦況が頭打ちになるとともに、旧党政治家は東条首相の議会運営に反発を強め、同議会の統制関連法案審議は紛糾する。各種法案は成立するが、東条首相も旧党政治家や実際の行政を司る内務省に遠慮せざるを得なくなり、1943年末、先鋭化して持て余していた翼壮への弾圧を行って幹部は総退陣。以降、内政の主導権は、旧党政治家の支持基盤である地方名望家層と内務省が握ることとなった。
- 政権運営…戦争遂行に当たり、東條首相は各省庁のセクショナリズムを排すべく、多くの官職を兼務して権限を一手に握ることで解決を図るが、その独裁的手法は「東條幕府」と揶揄され、最終的に「独裁」批判の声に倒されることとなった。

東條首相は陸相に留任し、政権初期は内相も兼任していたが、1943年、大東亜省・軍需省をはじめとする省庁再編、人材登用、中央集権化を行い、軍需大臣は自ら兼任。1944年には作戦への指導力を高めるため参謀総長も兼任し、建軍以来初めて、軍政と軍令の統一が実現することとなる（海軍も嶋田繁太郎海相が軍令部総長を兼任）が、統帥権干犯の疑義から批判が噴出。さしたる実行力は得られなかった。
戦局の悪化と東條首相への権限集中を目の当たりにして、首相経験者などの重臣たちと、昭和天皇の実弟の一人である高松宮宣仁親王海軍大佐らを中心とした皇族グループ（重臣の近衛文麿は皇族ではない華族であったが摂家の筆頭であり公爵で、立場的に皇族に準じる）による倒閣工作が水面下で進行し、東條暗殺計画も持ち上がる。対抗して東條は、重臣の閣僚起用で乗り切りを図る。
しかし、サイパン陥落により空襲が容易になったことから、岸信介国務大臣（軍需次官）が「本土爆撃が繰り返されれば必要な軍需を生産できず、軍需次官としての責任を全うできないから講和すべし」と進言し、「ならば辞職せよ」という東條首相の要求を岸が拒絶したため閣内不一致となり、1944年（昭和19年）7月9日のサイパン陥落の責任を取る形で7月18日に東條内閣は総辞職した。後継には小磯國昭が首相に就任し、小磯内閣が成立した。